# Jean-Pierre Pécau
Jean-Pierre Pécau est un scénariste français de bande dessinée et concepteur de jeux de rôles, né le 27 juillet 1955 dans le 18e arrondissement de Paris.

## Biographie
Jean-Pierre Pécau nait en 1955 à Paris. Il ne se destine pas à l’écriture de scénarios puisqu’il commence par être professeur d’histoire. Sa carrière bifurque une première fois dans les années 1980 quand il décide de se consacrer aux jeux de rôle, alors en plein essor en France. Il devient traducteur de jeux étrangers (Donjons et Dragons, Tunnels et Trolls) et rédacteur de jeux originaux pour le marché français (L’Ultime Épreuve, Les 7 Combattants, L’An Mil) ; il écrit également avec Fabrice Cayla des livres-jeux de la collection Histoires à Jouer chez Presse Pocket et au Livre de poche. Parallèlement à cette activité, il collabore à la même époque aux débuts du journal Casus Belli consacré aux jeux de stratégie et jeux de rôle.
Après un passage par l’audiovisuel, au cours duquel il est scénariste pour des séries télévisées françaises (Le Lyonnais), Jean-Pierre Pécau s’oriente ensuite vers la bande dessinée. Il a intégré ce milieu par le biais de la conception d’un jeu de plateau pour Dargaud, qui ne vit finalement pas le jour. Sa première série, Zentak, paraît en 1997 aux éditions Delcourt après que Dargaud en a refusé la première version. L’année suivante sort le premier album de Nash, qui comportera dix tomes. Nash et Zentak seront partiellement réédités par Semic en 2001 dans la revue City Legends.
À partir de la série Arcanes, qui débute en 1998, Jean-Pierre Pécau crée petit à petit un univers cohérent décliné dans deux autres séries : Arcane majeur et L'Histoire secrète. Les Arcanes sont des cartes ressemblant à celles d'un jeu de tarot. Grâce à elles, quatre « Archontes » rivaux ont le pouvoir de manipuler le hasard et d’infléchir ainsi à leur gré le cours de l’Histoire.
Le goût de Pécau pour l’Histoire se traduit aussi par plusieurs bandes dessinées uchroniques : Empire (après la conquête de l’Empire ottoman, Napoléon se lance dans celle des Indes), Le Grand Jeu (les Alliés ont signé une paix séparée avec l’Allemagne nazie) ou Jour J, coécrit avec Fred Duval et Fred Blanchard.
Le premier opus de son adaptation en trois volumes du livre Une brève histoire de l'avenir de Jacques Attali, dessiné par Damien, reçoit en 2009 le Prix Bob-Morane dans la catégorie « bande dessinée francophone ». Le deuxième tome parait en juin 2010 et le dernier tome en janvier 2012.
En 2013, il lance, avec Fred Blanchard, Fred Duval (scénario) et le dessinateur Mr Fab, la série L'homme de l'année avec le tome 1 intitulé 1917 – Le soldat inconnu dont il est le co-scénariste. Il participe, plus tard, à plusieurs autres albums de la série.
En 2018, il publie, avec le dessinateur Djordje Milović, le one-shot Cavalerie rouge (Soleil Productions) qui est l'adaptation en bande dessinée du recueil de nouvelles éponyme de l'écrivain soviétique Isaac Babel, un récit datant de 1926.
En 2020, il scénarise La Malédiction du pétrole (Delcourt), avec Fred Blanchard au dessin et à la couleur,.

## Jeux de société et jeux de rôle
Jean-Pierre Pécau a participé à la création des jeux de société :
- Les 7 Royaumes Combattants, co-écrit avec Joël Gourdon, publié par Éditions du stratège en 1987 ;
- Krystal, publié par Oriflam en 1989.

Il a participé à des productions pour l'éditeur Jeux Actuels en 1984 :
- traduction de Tunnels & Trolls
  - Ken St. Andre (trad. Fabrice Cayla, A. Cornejo, Jean-Pierre Pécau et G. Vapaille), Tunnels & Trolls, Jeux Actuels, 1984, 100 p.
  - Michael A. Stackpole (trad. Fabrice Cayla, A. Cornejo, Jean-Pierre Pécau et G. Vapaille), Le Château du Guet [« Castle Ward »], Jeux Actuels, 1984, 8 p.
- traduction d'ouvrages génériques :
  - Paul Ryan O'Connor (trad. Jean Balczesak, Jean-Pierre Pécau), Pièges de Grimtooth [« Grimtooh's Traps »], Jeux Actuels, 1984, 70 p.
- création du jeu de rôle La Compagnie des glaces :
  - Fabrice Cayla et Jean-Pierre Pécau (ill. Patrick Demuth, Phil Le Chien), La Compagnie des glaces, Jeux Actuels, 1986, 128 p.
  - Fabrice Cayla et Jean-Pierre Pécau (ill. Phil Le Chien, édition révisée), La Compagnie des glaces, Jeux Actuels, 1987, 140 p.
  - Jean-Pierre Pécau (ill. Phil Le Chien, scénario), Les Loco-Fantômes, Jeux Actuels, coll. « La Compagnie des glaces », 1986, 40 p.

En collaboration avec Pierre Rosenthal, il a écrit certains scénarios du jeu de rôle SimulacreS.
- Cyber Age : 30 minutes dans le futur (Jeux Descartes, 1990)
- Capitaine Vaudou (Jeux Descartes, 1991)
- Cyber Age : 28 minutes dans le futur (Casus Belli hors-série no 16, 1995)

En collaboration avec Fabrice Cayla, il a écrit des livres-jeux de la collection Histoires à Jouer :
- Fabrice Cayla et Jean-Pierre Pécau, Le Grand Mammouth, Paris, Presses Pocket, coll. « Soyez le héros… » (no 1), 1986 (ISBN 2-266-01714-4)
- Fabrice Cayla et Jean-Pierre Pécau, Mousquetaire du roy, Presses Pocket, coll. « Soyez le héros… » (no 2), 1986
- Fabrice Cayla et Jean-Pierre Pécau, Le Voyage d'Ulysse, Presses Pocket, coll. « Soyez le héros… » (no 3), 1986
- Fabrice Cayla et Jean-Pierre Pécau, L'Or du pharaon, Presses Pocket, coll. « Soyez le héros… » (no 4), 1986
- Fabrice Cayla et Jean-Pierre Pécau, La Voie du sabre, Presses Pocket, coll. « Soyez le héros… » (no 6), 1986
- Fabrice Cayla et Jean-Pierre Pécau, Les Drakkars, Presses Pocket, coll. « Soyez le héros… » (no 7), 1986
- Fabrice Cayla et Jean-Pierre Pécau, Les Sept voyages de Sindbad, Presses Pocket, coll. « Soyez le héros… » (no 10), 1987
- Fabrice Cayla et Jean-Pierre Pécau, Le Chevalier errant, Presses Pocket, coll. « Soyez le héros… » (no 11), 1987
- Fabrice Cayla et Jean-Pierre Pécau, Les Soldats de l'ombre, Presses Pocket, coll. « Soyez un héros de l'Histoire… » (no 17), 1988
- Fabrice Cayla et Jean-Pierre Pécau, Le Voyageur égaré, Presses Pocket, coll. « 4e Dimension… » (no 2), 1988
- Fabrice Cayla et Jean-Pierre Pécau, Réseau Odessa, Presses Pocket, coll. « Soyez l'agent des missions spéciales… » (no 1), 1988
- Fabrice Cayla et Jean-Pierre Pécau, Opération Méduse, Presses Pocket, coll. « Soyez l'agent des missions spéciales… » (no 2), 1988
- Fabrice Cayla et Jean-Pierre Pécau, Pris sur le vif, Presses Pocket, coll. « 4e Dimension… » (no 3), 1988
- Fabrice Cayla et Jean-Pierre Pécau, L'Héritage Welsey, Presses Pocket, coll. « Sherlock Holmes » (no 8), 1988

## Œuvres en bande dessinée

### One-shots
- Cavalerie rouge (scénario et adaptation d'après le recueil de nouvelles Cavalerie rouge d'Isaac Babel (1926)), avec le dessinateur Djordje Milović, Soleil Productions, 2018  (ISBN 978-2-302-06872-8)
- Cœur de Ténèbres (scénario), avec Benjamin Bachelier (dessin et couleurs), Delcourt, coll. Mirages, septembre 2019,  (ISBN 978-2-7560-8551-7)[14]
- La malédiction du pétrole (scénario) avec Fred Blanchard (dessin et couleur), Delcourt, 2020  (ISBN 978-2-7560-8385-8)
- L'ombre rouge (scénario), avec Jandro González (dessin), Glénat, 2020  (ISBN 978-2-344-02589-5)[15]
- Les 100 Derniers Jours d'Hitler (scénario), avec Senad Mavric et Filip Andronik (dessin) et Jean Verney (couleur), Delcourt, collection « Histoire & histoires », 2024  (ISBN 9782413046790)[16]